# De Kapel (Midden-Delfland)
De Kapel is een buurtschap in de gemeente Midden-Delfland, in de Nederlandse provincie Zuid-Holland. Het ligt in het zuiden van de gemeente tussen Negenhuizen en Vlaardingen. Het gehele gebied rond het kruispunt wordt ook wel aangeduid als Zouteveen naar de voormalige gemeente in de Zouteveense polder die in in 1855 werd opgeheven en op ging in Vlaardingerambacht.
Rond de kruising van de Zouteveenseweg/Breeweg met de Oostveenseweg en Willemsoordseweg bevindt zich de buurtschap genoemd naar de kapel die vroeger (tot de sloop in 1719) aan deze kruising stond.

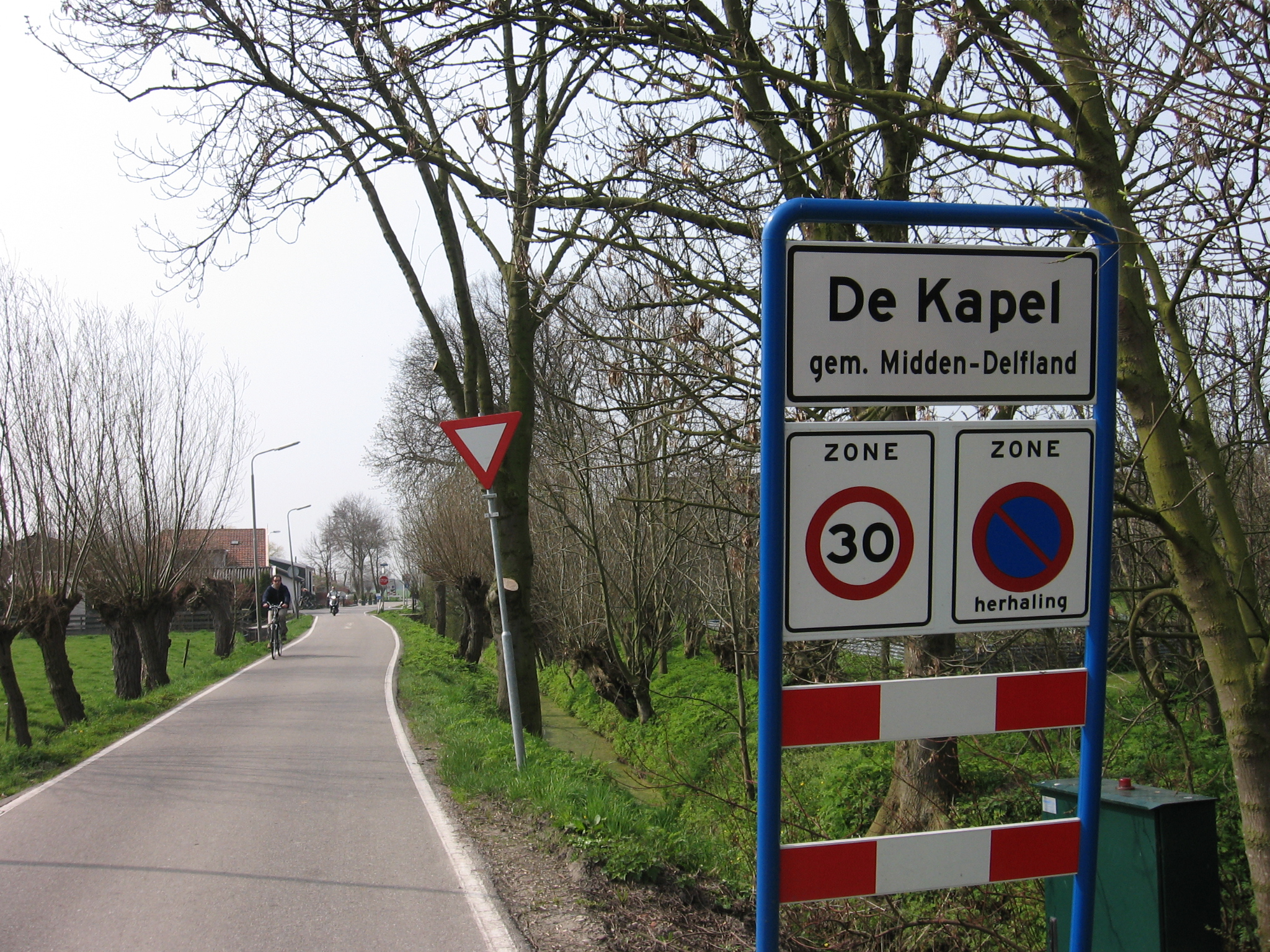
De Kapel

## Externe link

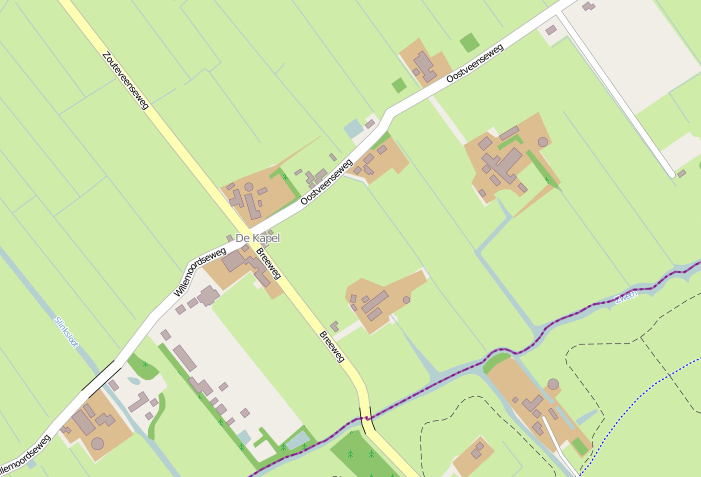
Plattegrond van deze plaats